# 激突!!燃える大彗星
『激突!!燃える大彗星』 (げきとつ!!もえるだいすいせい、英語: A Fire in the Sky）はNBCがテレビ用に製作した災害映画。1978年11月28日に放映された。  

## キャスト
| 役名                     | 俳優                   | 日本語吹替                                 |
| 役名                     | 俳優                   | テレビ朝日版                               |
| ------------------------ | ---------------------- | ------------------------------------------ |
| ジェイソン・ボイト       | リチャード・クレンナ   | 小林勝彦                                   |
| シャロン・アレン         | エリザベス・アシュレイ | 小原乃梨子                                 |
| デビッド・アレン         | デヴィッド・デュークス | 仲村秀生                                   |
| ジェニファー・ドレイサー | ジョアンナ・マイルズ   | 小沢左生子                                 |
| ギリアム                 | ロイド・ボックナー     | 阪脩                                       |
| リッチー州知事           | ニコラス・コスター     | 小林修                                     |
| 大統領                   | アンドリュー・ダガン   | 杉田俊也                                   |
| マック                   | キップ・ニーヴン       | 伊武雅之                                   |
| キャロル                 | マギー・ウェルマン     | 弥永和子                                   |
| 不明 その他              | N/A                    | 千葉順二 平林尚三 藤本譲 千田光男 石丸博也 |
| 日本語版スタッフ         |                        |                                            |
| 演出                     | 演出                   | 佐藤敏夫                                   |
| 翻訳                     | 翻訳                   | 飯嶋永昭                                   |
| 効果                     | 効果                   | 遠藤堯雄 桜井俊哉                          |
| 制作                     | 制作                   | 東北新社                                   |
| 解説                     | 解説                   | 淀川長治                                   |
| 初回放送                 | 初回放送               | 1980年4月27日 『日曜洋画劇場』             |